# 허호
허호(許昊, 1954년 4월 6일~)는 대한민국의 문학자이다. 주 분야는 일어일문학이며, 일본언어문화학회 부회장 및 한국일본근대문학회 회장을 역임했다.